# Seznam prejemnikov Čopove diplome
Seznam prejemnikov Čopove diplome za izjemne uspehe na bibliotekarskem področju.

### 1967
- Berčič Branko
- Bohinec Valter
- Brecelj Marijan
- Brumen Niki
- Bulovec Štefka
- Bunc Stanko
- Dobrovoljc France
- Dolar Jaro
- Faganeli Alenka
- Filli Marta
- Filo Breda
- Gaspari Tausig Vida
- Glazer Janko
- Gspan Alfonz
- Herman Joško
- Kalan Pavle
- Komelj Bogo
- Korže Ančka
- Kos Stanko
- Logar Janez
- Ludvik Slavica
- Novak Vlado
- Pleničar Boža
- Melita Pivec Stele
- Pregelj Bogo
- Rijavec Josip
- Sušnik Franc
- Šircelj Martina
- Šlajpah Mar
- Šmalc Leopold
- Šturm Lepša
- Veselko Maks
- Vilhar Srečko
- Vižitin Avgust
- Zorko Marica
- Zorko Savica

### 1969
- Alič Milojka
- Hasl Drago

### 1971
- Božič Natalija
- Cizej Anka
- Gorec Sonja
- Lončar Danica
- Lovrenčič Danica
- Rajer Albert
- Ramovž Primož
- Žnidar Andra
- Žužek Jože

### 1972
- Jože Zrim

### 1973
- Krek Janko
- Kuštrin Maja
- Lodrant Ožbej
- Pen Rudi
- Šalamun Dagmar
- Gladek Jožica
- Grgič Milka
- Jugovec Jelica
- Kermavner Dušan
- Kernel Irena
- Vrančič Radojka

### 1974
- Gerlanc Bogomil

### 1975
- Baran Ivanka
- Čehovin Lučka
- Franke Majda
- Kert Zlata
- Kobe Marjana
- Marič Sonja
- Pintarič Ivo
- Rybar Miloš
- Suhodolčan Marija
- Šubic Rezka
- Zupan Alenka
- Darinka Žbogar

### 1977
- Grabrijan Lea
- Hartman Bruno
- Iskrenovič Marija
- Sepe Mihaela
- Štrumbelj Ema

### 1978
- Bohinec Valter
- Sušnik Franc

### 1979
- Burger Maksimiljana
- Dolanc Marija
- Majcen Franček
- Sedej Danijela
- Smolik Marijan
- Vrabl Alenka

### 1981
- Armeni Majda
- Bauman Ivanka
- Berkopec Oton
- Tovornik Sonja
- Vončina Marija

### 1983
- Hočevar A. Jože
- Hojan Tatjana
- Kočevar Franica
- Kranjec Marko
- Medvešek Borut
- Smole Zdenka
- Šimunac Ljubinka

### 1985
- Bogataj Katarina
- Dolenc Ančka
- Kramberger Darja
- Mahkota Breda
- Reisp Branko
- Šega Kristina
- Šifrer Jože
- Verbič Nada

### 1986
- Šifrer Tatjana

### 1987
- Jakob Emeršič
- Gorički Vera
- Lokar Slavka
- Tratnik Pogačar Tanja

### 1988
- Banič Tatjana
- Božič Anica
- Kokole Jože
- Martelanc Tomo
- Novljan Silva

### 1989
- Novak Ema
- Režun France

### 1990
- Glavan Mihael
- Čučnik Majcen Nada
- Jejčič Adreina

### 1991
- Jukič Boris
- Repič Alenka
- Kovše Tatjana

### 1992
- Ambrožič Melita
- Pejova Zdravka
- Sapač Irena
- Tržan Herman Nada
- Wagner Lidija

### 1993
- Češnovar Nada
- Gazvoda Jelka
- Petrov Nataša
- Rajh Bernard
- Stergar Nataša

### 1994
- Baš Vlasta
- Godnič Marija
- Kaluža Ludvik
- Kravos Marija
- Pejanovič Smiljana
- Steinbuch Majda

### 1995
- Dimec Zlata
- Pečan Marija
- Petermanec Zdenka
- Pugelj Nika
- Šauperl Alenka

### 1996
- Bahor Stanislav
- Kanič Ivan
- Gabron Vuk Cirila
- Kovačič Metka
- Mihalič Klemenčič Alenka

### 1997
- Jakac Bizjak Vilenka
- Kanič Alenka
- Krapež Vilma
- Pristovnik Metka

### 1998
- Kotnik Verčko Majda
- Kuštrin Genovefa
- Martelanc Ana
- Polič Nada
- Rampih Vajzovič Slavica

### 1999
- Emeršič Doroteja
- Kodrič-Dačić Eva
- Petronio Amalia
- Praznik Varja
- Rozman Salobir Martina
- Šribar Ljudmila

### 2000
- Logar Pleško Alenka, FF, Osrednja humanistična knjižnica, Ljubljana
- Karun Breda, Knjižnica Otona Župančiča
- Slokar Rajko, Goriška knjižnica Franceta Bevka, Nova Gorica
- Zupančič Jadranka, Knjižnica Mirana Jarca, Novo Mesto
- Turjak Dragica, Mariborska knjižnica
- Bon Milena, Gimnazija Poljane, Ljubljana
- Lah Skerget Polona, Šolski center PET, Ljubljana
- Vurcer Olga, Šolski center Celje
- Stružnik Ema, Zavod za šolstvo RS, Ljubljana

### 2001
- Bratuša Alja, OŠ Polzela
- Kus Ivanka, Knjižnica Radlje ob Dravi
- Žumer Maja, Filozofska fakulteta, Ljubljana
- Knjižnica Mirana Jarca, Novo Mesto
- Mariborska knjižnica

### 2002
- Čakš Jože, Občinska matična knjižnica Šmarje pri Jelšah
- Jug Janez, Osrednja družboslovna knjižnica Jožeta Goričarja, Ljubljana
- Kovar Barbara, Mariborska knjižnica
- Kuštrin Tušek Nataša, Šolski center, Nova Gorica
- Društvo bibliotekarjev Celje

### 2003
- Leban Viljem, Knjižnica Cirila Kosmača Tolmin
- Korošec Anica, Knjižnica Josipa Vošnjaka, Slovenska Bistrica
- Krčmar Anka, Knjižnica Mozirje
- Klemenčič Liljana, Knjižnica Ivana Potrča Ptuj
- Univerzitetna knjižnica Maribor

### 2005
- Centralna tehniška knjižnica Univerze v Ljubljani
- Oddelek za medknjižnično izposojo in posredovanje dokumentov
- Damijana Hainz, Knjižnica Otona Župančiča
- Marija Maja Medic, Knjižnica Mirana Jarca, Novo Mesto
- Joža Ocepek, Knjižnica Litija
- Ida Merhar, Valvasorjeva knjižnica, Krško
- Mateja Ločniškar Fidler, Knjižnica Bežigrad, Ljubljana

### 2007
- Alojzija Kristan, Knjižnica Mirana Jarca, Novo Mesto
- Andreja Pleničar, Knjižnica Mirana Jarca, Novo Mesto
- Drago Samec, Biblioteka SAZU, Ljubljana
- Vlasta Stavbar, Univerzitetna knjižnica Maribor
- Ivanka Učakar, Osnovna šola Frana Albrehta, Kamnik
- Jože Vugrinec, Pokrajinska in študijska knjižnica Murska Sobota

### 2009
- Tatjana Gornik Baraga, Knjižnica Bena Zupančiča v Postojni
- Lidija Majnik, Knjižnica Ivana Potrča Ptuj
- Anica Kopinič, Ljudska knjižnica Metlika
- Zdenka Žigon, Lavričeva knjižnica Ajdovščina
- Darja Peperko Golob, Knjižnica Mirana Jarca Novo mesto
- Knjižnica Velenje
- Oddelek za bibliotekarstvo, informacijsko znanost in knjigarstvo Filozofske fakultete Univerze v Ljubljani

### 2011
- Tilka Jamnik

### 2012
- Zlatka Rabzelj

### 2014
- Simona Resman, Mestna knjižnica Ljubljana
- Zoran Krstulović, Narodna in univerzitetna knjižnica

### 2015
- Vesna Horžen, Združenje splošnih knjižnic

### 2016
- Breda Podbrežnik Vukmir, Knjižnica Franceta Balantiča Kamnik
- Tatjana Likar, Ministrstvo za kulturo Republike Slovenije

### 2017
- Darja Lavrenčič Vrabec, Mestna knjižnica Ljubljana
- Maja Logar, Mariborska knjižnica

### 2018
- Dunja Legat, Univerzitetna knjižnica Maribor
- Irena Sešek, Narodna in univerzitetna knjižnica

### 2019
- Jerneja Ferlež, Univerzitetna knjižnica Maribor
- Luana Malec, Osrednja knjižnica Srečka Vilharja Koper

### 2020
- Angela Čuk, Krka d. d.
- Alenka Kavčič Čolić, Narodna in univerzitetna knjižnica

### 2021
- Božena Kolman Finžgar, Knjižnice Antona Tomaža Linharta Radovljica

### 2022
- Violetta Bottazzo
- Marina Hrs, Mestna knjižnica Izola – Biblioteca civica di Isola